# Tlalocohyla godmani
Espèce
Synonymes
- Hyla godmani Günther, 1901
- Hyla rickardsi Taylor, 1939

Statut de conservation UICN

 VU B1ab(iii) : Vulnérable
Tlalocohyla godmani est une espèce d'amphibiens de la famille des Hylidae.

## Répartition
Cette espèce est endémique du Mexique. Elle se rencontre dans les États du Querétaro, du Veracruz et du Puebla.

## Étymologie
Cette espèce est nommée en l'honneur de Frederick DuCane Godman.

## Publication originale
- Günther, 1901 : Reptilia and Batrachia, Biologia Centrali-Américana, Taylor, & Francis, London, p. 1-326 (texte intégral).